# Don Carlos, Bukidnon
Don Carlos là một đô thị hạng 2 ở tỉnh Bukidnon, Philippines. Theo điều tra dân số năm 2000, đô thị này có dân số 55.495 người trong 10.713 hộ.

## Các đơn vị hành chính
Don Carlos được chia thành 29 barangay.
| - Calao Calao - Cabadiangan - Bocboc - Buyot - Don Carlos Norte - Embayao - Kalubihon - Kasigkot - Kawilihan - Kiara - Kibatang - Mahayahay - Manlamonay - Maraymaray - Mauswagon | - Minsilagan - New Nongnongan (Masimag) - New Visayas - Old Nongnongan - Pinamaloy - Don Carlos Sur (Pob.) - Pualas - San Antonio East - San Antonio West - San Francisco - San Nicolas (Banban) - San Roque - Sinangguyan - Bismartz |